# Alchemilla jamesonii
Alchemilla jamesonii é uma espécie de rosácea do gênero Alchemilla, pertencente à família Rosaceae.